# Мотидзуки, Синъити
Синъи́ти Мотидзу́ки (яп. 望月新一 Мотидзуки Синъити; род. 29 марта 1969, Токио, Япония) — японский математик, работающий в современной теории чисел, арифметической геометрии, теории Ходжа, анабелевой геометрии.
Разработал p-адическую теорию Тейхмюллера (теорию униформизации p-адических гиперболических кривых и их модулей), теорию Ходжа-Аракелова и арифметическую теорию Тейхмюллера и её приложения в диофантовой геометрии.
В августе 2012 года опубликовал на своем сайте четыре статьи, которые развивают арифметическую теорию Тейхмюллера (арифметическую теорию деформации), которая в частности влечёт доказательство нескольких выдающихся гипотез математики, включая доказательство abc-гипотезы. Доказательство уже было проверено 15 математиками и рецензентами его работы.
В 2015 г были организованы конференции по арифметической теории Тейхмюллера в Киото и Пекине. В декабре 2015 года была проведена конференция Математического института Клэя в Оксфорде, а июле 2016 года прошла конференция «Саммит арифметической теории Тейхмюллера» в Киото.
В мае 2013 года американский социолог, философ и первооткрыватель в области информационных технологий Тед Нельсон приписывал Синъити Мотидзуки создание биткойна, утверждая, что это именно он скрывается под псевдонимом Сатоси Накамото. Позднее в газете The Age была опубликована статья, в которой утверждалось, что Мотидзуки отрицал эти предположения, но без ссылки на источник его слов.

## Учёба и карьера
Окончил Академию Филлипса в Эксетере.
В 16 лет поступает в Принстонский университет, в 22 года получает степень доктора философии под руководством Герда Фальтингса.
Мотидзуки доказал знаменитую гипотезу Гротендика в анабелевой геометрии в 1996 г. В 2000—2008 он опубликовал новые теории: теорию фробениоидов (часть категориальной геометрии), моно-анабелеву геометрию, теорию этальной тэта-функции для кривой Тейта.
В 1992 году принят на работу в Исследовательский институт математических наук университета Киото, где в 2002 году получает должность профессора.

## Интер-универсальная геометрия Тейхмюллера
Эта теория оперирует с такими классическими объектами математики, как эллиптические кривые над числовыми полями и ассоциированными гиперболическими кривыми (например, проколотая эллиптическая кривая) совершенно новым способом: вовлекая абсолютные группы Галуа и арифметические фундаментальные группы гиперболических кривых. Теория использует разнообразные категориальные структуры, в частности для того, чтобы забыть немного о полной информации об арифметически-геометрических объектах, чтобы можно было работать с категориальным отображением Фробениуса в характеристике ноль, которое не существует в алгебраической геометрии. Основной новый объект теории — театры Ходжа, которые в некоторой степени обобщают классы иделей в одномерной и двумерной теории полей классов и которые позволяют работать с двумя ключевыми симметриями. Эти симметрии: арифметическая симметрия (которая связана с умножением) и геометрическая симметрия (связана со сложением).
Интер-универсальная геометрия Тейхмюллера изучает деформации, за пределами алгебраической геометрии и теории схем, разнообразных колец, ассоциированных с кривыми и полями. Поэтому эта теория также называется арифметической теорией деформации. Перед деформацией структура сложения забывается, а структура умножения деформируется. Глубокие теоремы анабелевой геометрии и моно-анабелевой геометрии применяются для того, чтобы из новой структуры умножения восстановить новую структуру кольца и арифметически-геометрический объект. Тем самым работа происходит с использованием топологических групп (абсолютных групп Галуа) и их свойств жесткости.
Эта теория, что уникально в математике, предлагает не только новую программу, но и её реализацию, что влечёт доказательства нескольких знаменитых гипотез.
Две международные конференции в Оксфорде
и Киото помогли увеличить количество математиков, знакомых с теорией.

## Публикации
- Shinichi Mochizuki. A Version of the Grothendieck Conjecture for p-adic Local Fields. — 1997. — Т. 8. — С. 499—506. — ISSN 0129-167X.
- Shinichi Mochizuki. Proceedings of the International Congress of Mathematicians, Vol. II (Berlin, 1998). — 1998. — С. 187—196. — ISSN 1431-0635.
- Shinichi Mochizuki. Foundations of p-adic Teichmüller theory. — 1999. — (AMS/IP Studies in Advanced Mathematics). — ISBN 978-0-8218-1190-0.

### Inter-universal Teichmüller theory
- Mochizuki, Shinichi (2016a), Inter-universal Teichmuller Theory I: Construction of Hodge Theaters (PDF).
- Mochizuki, Shinichi (2016b), Inter-universal Teichmuller Theory II: Hodge–Arakelov-theoretic Evaluation (PDF).
- Mochizuki, Shinichi (2016c), Inter-universal Teichmuller Theory III: Canonical Splittings of the Log-theta-lattice (PDF).
- Mochizuki, Shinichi (2016d), Inter-universal Teichmuller Theory IV: Log-volume Computations and Set-theoretic Foundations (PDF), Архивировано (PDF) 28 декабря 2016.